# Photographie en Ukraine
La photographie, en tant que branche de la science, de la technologie et de l'art, s'est développée en Ukraine de différentes manières, les terres étant historiquement divisées en deux empires : la Russie et l'Autriche. Cela a conduit à certaines différences dans les objectifs des sociétés photographiques, dans le rôle technologique et social de la photographie en Ukraine.

## La photographie en Ukraine soviétique
En 1971, la photographe Iryna Pap a créé une école de photographie à l'Union des journalistes d'Ukraine. L'école a organisé des conférences, des ateliers, des revues de portefolios. L'école n'était pas un établissement d'enseignement officiel, mais de nombreux professionnels en sont diplômés, qui ont ensuite formé l'environnement photographique de l'Ukraine indépendante: Viktor Marushchenko, Valery Kerekesh, Serhiy Pozharsky et d'autres.
Nikolai Kozlovsky était également l'un des photographes les plus célèbres de l'URSS. À partir de 1948, il travaille comme photojournaliste pour le magazine Ogoniok. Parmi son travail créatif figurent plus de 30 albums photo. Il a également été lauréat du prix Shevchenko en 1986 pour l'album photo "My Kyiv".
Parmi les photographes "non officiels" influents de l'URSS figurent Borys Mykhailov de Kharkiv (autour duquel s'est formée l'école de photographie de Kharkiv) et Villa Furgalo de Lviv.

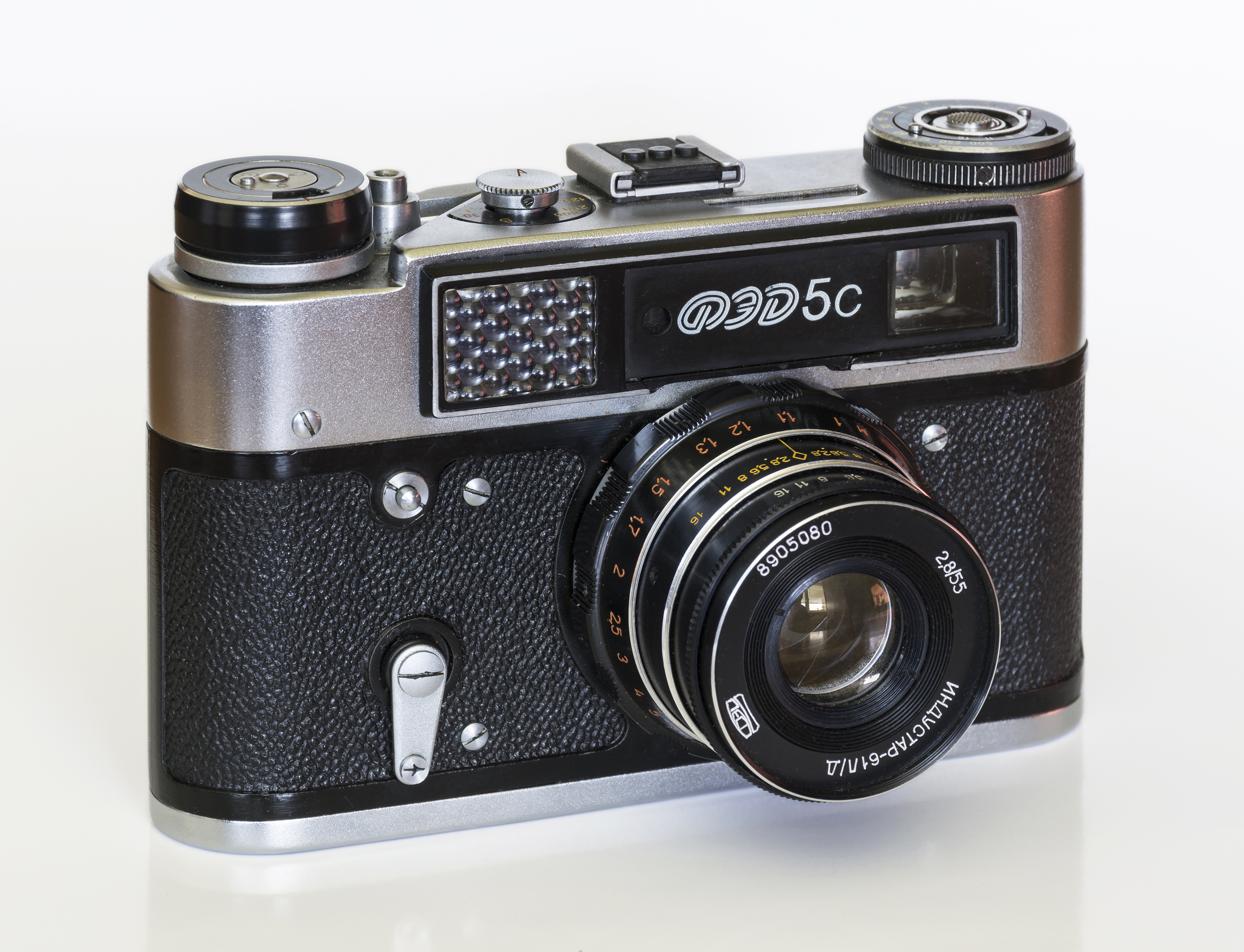
Caméra FED 5C

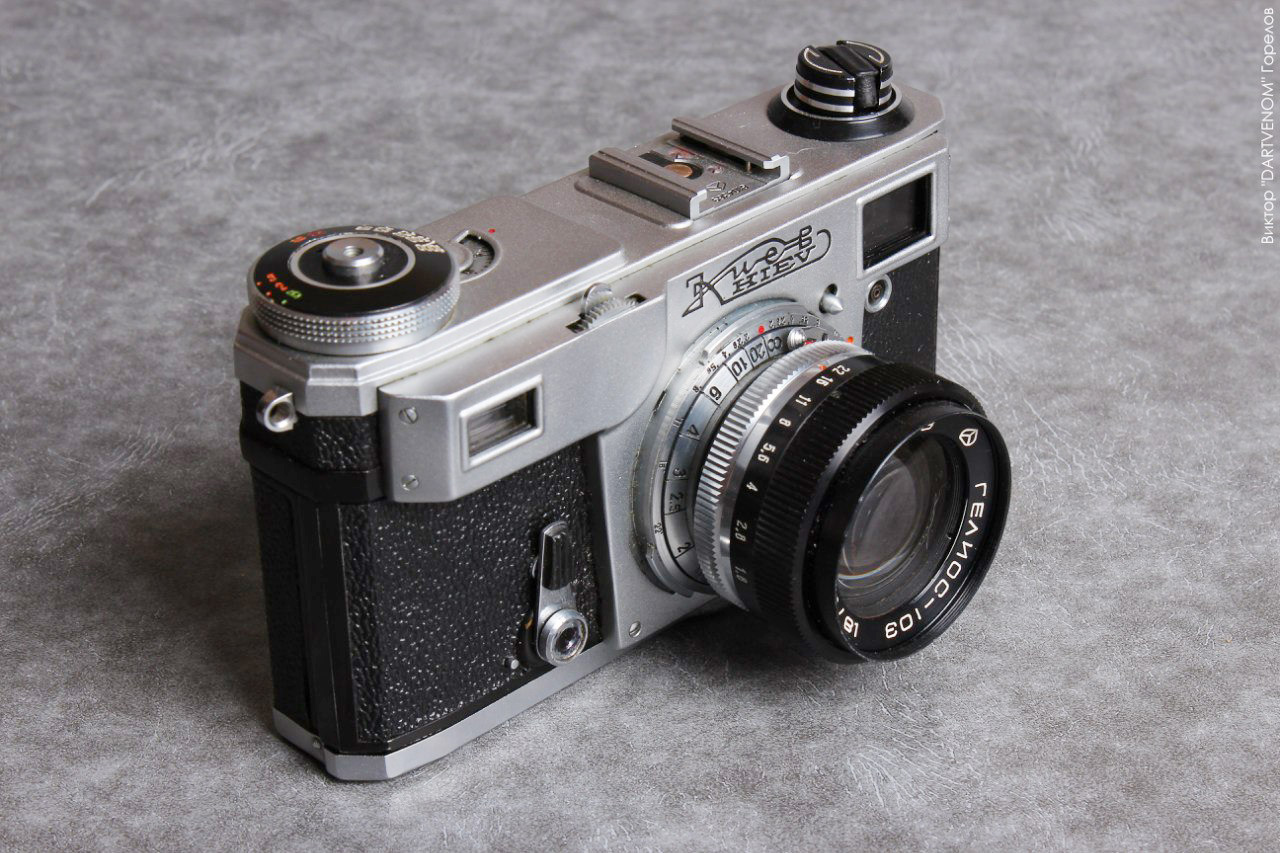
Appareil photo "Kiev-4AM" avec un objectif "Helios"

## Mouvements
- École de photographie de Kharkiv